# Якобий, Аркадий Иванович
Аркадий Иванович Якобий (1827—1907) — русский медик, педагог. Один из основоположников гигиенической науки в России.

## Биография
Родился 22 сентября (4 октября) 1827 года в Казани в семье потомственного дворянина Симбирской губернии Ивана Карловича Якобия. Был старшим братом художника Валерия и революционера Павла Якоби(ев). 
Получив домашнее образование, весной 1843 года он держал при первой казанской гимназии вступительный экзамен в университет; его экзаменатором по математике был Н. И. Лобачевский. В том же году он поступил на физико-математический факультет Казанского университета, который окончил в 1847 году со степенью кандидата физико-математических наук. Поступил на службу в штат Казанского губернского правления; 2 сентября 1848 года был назначен помощником бухгалтера нижегородского соляного управления. С 1850 года служил по ведомству Министерства юстиции — и. д. нижегородского губернского стряпчего казенных дел (с ноября 1850), и. д. товарища председателя тамбовской (1853—1854) и орловской (1854—1857) палаты уголовного суда.
С 1857 года посещал занятия в Медико-хирургической академии, а затем уехал за границу для продолжения занятий медициной в Вюрцбургском университете, в котором 23 октября 1860 года был удостоен степени доктора медицины за диссертацию «De ammoniaco caustico in usum chirurgiae», подготовленную в лаборатории профессора Горлена. Вернувшись в Россию, А. И. Якобий получил в 1863 году докторскую степень и в Медико-хирургической академии, куда представил диссертацию «О раздражении химическими веществами чувствительных нервных нитей лягушки» — исследование, проведенное им в лаборатории известного в Европе профессора Э. Дюбуа-Реймона. В лаборатории профессора И. М. Сеченова выполнил «Исследование физиологических явлений смерти животных при охлаждении». Занимался физиологией в лабораториях Берлинского, Мюнхенского, Венского и Цюрихского университетов.
Был 30 мая 1864 года избран и 18 августа утверждён доцентом Казанского университета по кафедре судебной медицины; 26 марта 1865 года избран экстраординарным, 8 апреля 1866 года ординарным профессором судебной медицины (утверждён 14 мая). С 26 марта 1870 года вновь выехал в заграничную командировку. В ноябре 1871 года в числе семи прогрессивных профессоров подал прошение об увольнении из казанского университета (уволен 18 декабря 1871 года), протестуя против изгнания из него П. Ф. Лесгафта, публично критиковавшего порядки в университете и попечителя Казанского учебного округа.
С 8 мая 1872 года был экстраординарным профессором Императорского Харьковского университета по кафедре общей терапии и врачебной диагностики; 6 января 1873 года был перемещён на кафедру гигиены; с 4 декабря 1875 года — ординарный профессор.
В 1885 году вернулся в Казанский университет — на кафедру гигиены медицинского факультета; 4 мая 1890 года получил звание заслуженного профессора.
С 28 декабря 1886 года состоял в чине действительного статского советника. Был награждён орденами Св. Станислава 2-й ст. (1874) и Св. Анны 2-й ст. (1878).
Важную роль в работах А. И. Якобия играла разработка методики гигиенических исследований. Его работы «О вентиляционных формулах. Математическое исследование» (Харьков : Унив. тип., 1877) и «Методика исследования пористости хлеба» широко использовались в гигиенической практике. Ряд его касался изучения причин вымирания различных народностей, населявших Север России и Северный Кавказ: «Угасание инородческих племен Севера» (1893); «О миссионерском стане в стране Надыма и о возможной постановке христианской миссии в странах русского инородческого севера» (1895); «Угасание инородческих племен Тобольского Севера» (1900); «Тюрки степей Северного Кавказа» (1901). Им были описаны не только санитарные условия, но и быт, экономика обследованных народностей, а также политика царских чиновников по отношению к этим народностям. Его публичная лекция 16 марта 1869 года «О счастьи с точки зрения гигиены» получила неодобрительную оценку архиепископа Казанского Антония в письме к попечителю учебного округа П. Д. Шестакову, поскольку лектор указывал «единственный путь к счастью человечества в гигиене».
Умер в Казани 15 (28) апреля 1907 года.

## Семья
Был женат на Ольге Яковлевне Эйхен. До брака, 2 ноября 1861 года у них родился сын Максим.